# KFライズ
株式会社KFライズ（ケーエフライズ、英: KF RISE,inc.）は、京映アーツの子会社でテレビ番組・映画などで装飾・小道具・持道具の事業を行う美術制作会社。

## 会社の所在地
- 本社

〒206-0025 東京都多摩市永山6-22-8　京映アーツ内 1F
- フジテレビ湾岸スタジオ内オフィス

〒135-0064 東京都江東区青海2-3-23　フジテレビ湾岸スタジオ4F

## 主な作品

### テレビドラマ
（凡例）太字：現在放映中のクール、無：自社担当、☆：フジテレビ美術局美術制作センター／フジアール担当、◎：テレビ朝日クリエイト担当

#### 2007年10月 - 2009年12月
連続ドラマ
- 暴れん坊ママ（フジテレビ、共同テレビ　2007年10月期）☆
- 鹿男あをによし（フジテレビ、共同テレビ　2007年10月期）☆
- 4姉妹探偵団（ABCテレビ、テレビ朝日、5年D組　2008年1月期）
- 絶対彼氏〜完全無欠の恋人ロボット〜（フジテレビ、共同テレビ　年4月期）☆
- シバトラ〜童顔刑事・柴田竹虎〜（フジテレビ、共同テレビ　2008年7月期）☆
- セレブと貧乏太郎
- 赤い糸（フジテレビ、共同テレビ　2008年12月-2009年2月）☆
- サギ師 リリ子（テレビ東京、角川映画　2009年1月期）
- ありふれた奇跡（フジテレビ、FCC　2009年1月期）☆
- アタシんちの男子（フジテレビ、共同テレビ　2009年4月期）☆
- 任侠ヘルパー（フジテレビ　2009年7月期）
- オトメン（乙男）〜夏〜（フジテレビ　2009年8月-9月）☆
- オトメン（乙男）〜秋〜（フジテレビ　2009年10月-11月）☆
- ニュース速報は流れた（フジテレビ　2009年11月-2010年2月）☆

単発・スペシャルドラマ
- 妻たちからの三行半〜夫たちの(秘)離婚回避マニュアル〜（フジテレビ、アズバーズ, 2008年2月　金曜プレステージ）◎
- 千の風になって ドラマスペシャル なでしこ隊〜少女達だけが見た特攻隊・封印された23日間〜（フジテレビ、FCC、ジンネット, 2008年9月　土曜プレミアム）
- これでいいのだ!! 赤塚不二夫伝説（フジテレビ, 2008年11月）
- Re:涙雨、（魔法のiらんどTV, 2008年11月）
- 田舎に泊まろう!スペシャルドラマ 空飛ぶりぼん（テレビ東京, 2009年3月）
- 絶対彼氏〜完全無欠の恋人ロボット〜 最終章スペシャル（フジテレビ、共同テレビ, 2009年3月）☆
- シバトラ〜童顔刑事・柴田竹虎〜 童顔刑事!史上最大の危機スペシャル（フジテレビ、共同テレビ, 2009年5月　土曜プレミアム）☆

#### 2010年代
連続ドラマ
- 泣かないと決めた日（フジテレビ、共同テレビ　2010年1月期）☆
- 絶対零度〜未解決事件特命捜査〜（フジテレビ、共同テレビ　2010年4月期）☆
- 30ハケン女が就職する方法（フジテレビ、BeeTV　2010年）☆
- 東京リトル・ラブ（フジテレビ　2010年4月-9月）☆
- 月の恋人〜Moon Lovers〜（フジテレビ　2010年5月-7月）☆
- ジョーカー 許されざる捜査官（フジテレビ、共同テレビ　2010年7月期）☆
- フリーター、家を買う。（フジテレビ、共同テレビ　2010年10月期）☆
- 外交官 黒田康作（フジテレビ　2011年1月期）☆
- 大切なことはすべて君が教えてくれた（フジテレビ　2011年1月期）☆
- 名前をなくした女神（フジテレビ、FCC　2011年4月期）☆
- 絶対零度〜特殊犯罪潜入捜査〜（フジテレビ、共同テレビ　2011年7月期）☆
- 全開ガール（フジテレビ　2011年7月期）☆
- 陽はまた昇る（テレビ朝日、MMJ　2011年7月期）◎
- 秘密諜報員 エリカ（読売テレビ、MMJ　2011年10月期）◎
- 11人もいる!（テレビ朝日、泉放送制作　2011年10月期）◎
- ハングリー!（関西テレビ、ホリプロ　2012年1月期）◎
- たぶらかし-代行女優業・マキ-（読売テレビ、ホリプロ　2012年4月期）◎
- 未来日記-ANOTHER:WORLD-（フジテレビ　2012年4月期）☆
- 主に泣いてます（フジテレビ　2012年7月期）☆
- リッチマン、プアウーマン（フジテレビ　2012年7月期）☆
- 赤川次郎原作 毒<ポイズン>（読売テレビ、吉本興業、泉放送制作　2012年10月期）◎
- 遅咲きのヒマワリ〜ボクの人生、リニューアル〜（フジテレビ、共同テレビ　2012年10月期）☆
- PRICELESS〜あるわけねぇだろ、んなもん!〜（フジテレビ　2012年10月期）☆
- 幽かな彼女（関西テレビ、ジニアス　2013年4月期）☆
- 間違われちゃった男（フジテレビ、FILM　2013年4月期）☆
- 町医者ジャンボ!!（読売テレビ、MMJ　2013年7月期）◎
- スターマン・この星の恋（関西テレビ、ホリプロ、オフィスクレッシェンド　2013年7月期）◎
- 超絶☆絶叫ランド（中部日本放送、エイベックス・エンタテインメント、日テレアックスオン　2013年7月期）
- 独身貴族（フジテレビ　2013年10月期）☆
- 海の上の診療所（フジテレビ　2013年10月期）☆
- 失恋ショコラティエ（フジテレビ　2014年1月期）☆
- 天誅〜闇の仕置人〜（フジテレビ、FCC　2014年1月期）☆
- ブラック・プレジデント（関西テレビ、MMJ　2014年4月期）☆
- マルホの女〜保険犯罪調査員〜（テレビ東京、ファインエンターテイメント　2014年4月期）☆
- 若者たち2014（フジテレビ　2014年7月期）☆
- 水球ヤンキース（フジテレビ　2014年7月期）☆
- 昼顔〜平日午後3時の恋人たち〜（フジテレビ　2014年7月期）☆
- 信長協奏曲（フジテレビ　2014年10月期）☆
- 美しき罠〜残花繚乱〜（TBS、共同テレビ　2015年1月期）☆
- 問題のあるレストラン（フジテレビ　2015年1月期）☆
- ようこそ、わが家へ（フジテレビ　2015年4月期）☆
- 戦う!書店ガール（関西テレビ　2015年4月期）☆
- リスクの神様（フジテレビ、共同テレビ　2015年7月期）☆
- 恋仲（フジテレビ　2015年7月期）☆
- いつかこの恋を思い出してきっと泣いてしまう（フジテレビ　2016年1月期）☆
- ラヴソング（フジテレビ　2016年4月期）☆
- グッドパートナー 無敵の弁護士（テレビ朝日、アズバーズ　2016年4月期）◎
- ON 異常犯罪捜査官・藤堂比奈子（関西テレビ、ホリプロ　2016年7月期）◎
- 好きな人がいること（フジテレビ　2016年7月期）☆
- 家政夫のミタゾノ 第1シリーズ（テレビ朝日、MMJ　2016年10月期）◎
- 大貧乏（フジテレビ、共同テレビ　2017年1月期）☆
- 嘘の戦争（関西テレビ、ジニアス　2017年1月期）☆
- やすらぎの郷（テレビ朝日、国際放映　2017年4月-9月）
- CRISIS 公安機動捜査隊特捜班（関西テレビ、ジニアス　2017年4月期）☆
- 緊急取調室 第2シリーズ（テレビ朝日、国際放映　2017年4月期）◎
- 僕たちがやりました（関西テレビ、ホリプロ　2017年7月期）◎
- 伊藤くん A to E（毎日放送、ドリマックス・テレビジョン　2017年8月-10月）◎
- 刑事ゆがみ（フジテレビ　2017年10月期）☆
- オトナ高校（テレビ朝日、アズバーズ　2017年10月期）◎
- 民衆の敵〜世の中、おかしくないですか!?〜（フジテレビ　2017年10月期）☆
- 文学処女（毎日放送、ソケット　2018年9月-10月、ドラマイズム）
- 明日の約束（関西テレビ、共同テレビ　2018年10月期）☆
- 明日の君がもっと好き（テレビ朝日、ジャンゴフィルム　2018年1月期）◎
- ホリデイラブ（テレビ朝日、MMJ　2018年1月期）◎
- コンフィデンスマンJP（フジテレビ、FILM　2018年4月期）☆
- シグナル 長期未解決事件捜査班（関西テレビ、ホリプロ　2018年4月期）◎
- 家政夫のミタゾノ 第2シリーズ（テレビ朝日、MMJ　2018年4月期）◎
- グッド・ドクター（フジテレビ　2018年7月期、木曜劇場）☆
- ラストチャンス 再生請負人（テレビ東京、アズバーズ　2018年7月期、ドラマBiz）◎
- ハラスメントゲーム（テレビ東京、FCC　2018年10月期、ドラマBiz）☆
- スキャンダル専門弁護士 QUEEN（フジテレビ、共同テレビ、ソケット　2019年1月期、木曜劇場）☆
- 家政夫のミタゾノ 第3シリーズ（テレビ朝日、MMJ　2019年4月期）◎
- 監察医 朝顔（フジテレビ　2019年7月期）☆
- TWO WEEKS（関西テレビ、ホリプロ　2019年7月期）◎
- 時効警察はじめました（テレビ朝日、MMJ　2019年10月期）◎

単発・スペシャルドラマ
- 任侠ヘルパースペシャル（フジテレビ　2011年1月）
- リッチマン・プアウーマン in ニューヨーク（フジテレビ　2013年4月）☆
- 犬神家の一族（フジテレビ　2018年12月）☆
- 第30回フジテレビヤングシナリオ大賞ドラマ ココア（フジテレビ　2019年1月）☆
- 僕が笑うと（関西テレビ　2019年3月）☆
- 悪魔の手毬唄〜金田一耕助、ふたたび〜（フジテレビ　2019年12月）☆

#### 2020年代
連続ドラマ
- アライブ がん専門医のカルテ（フジテレビ、ケイファクトリー　2020年1月期）☆
- 捜査会議はリビングで おかわり!（NHK、共同テレビ　2020年2月-3月）
- 家政夫のミタゾノ 第4シリーズ（テレビ朝日、MMJ　2020年4月-7月）◎
- キワドい2人-K2-池袋署刑事課 神崎・黒木（TBS、TBSスパークル　2020年8月-9月）
- 姉ちゃんの恋人（関西テレビ　2020年11月-12月）◎
- 監察医 朝顔2（フジテレビ　2020年11月-2021年3月）☆
- イチケイのカラス（フジテレビ、ケイファクトリー　2021年4月期）☆

単発・スペシャルドラマ
- ハラスメントゲーム 秋津VSカトクの女（テレビ東京、FCC　2020年1月）

### 動画配信ドラマ

#### 2007年10月 - 2009年12月
- Re:涙雨、（魔法のiらんどTV　2009年）
- 40女と90日間で結婚する方法（フジテレビ、BeeTV　2009年6月）☆
- 最恐ダーリン（魔法のiらんどTV　2009年11月）

#### 2010年代
- 30ハケン女が就職する方法（フジテレビ、BeeTV　2010年2月-4月）☆

### 映画

#### 2007年10月 - 2009年12月
- 369のメトシエラ 〜奇跡の扉〜（2009年）

#### 2010年代
- 私の優しくない先輩（ファントム・フィルム、アスミック・エース　2010年7月17日）
- コンフィデンスマンJP -ロマンス編-（フジテレビ、東宝、FILM　2019年5月17日）
- 高津川（ギグリーボックス　2019年11月29日）

#### 2020年代
- 劇場版 おいしい給食 Final Battle（AMGエンタテインメント、イオンエンターテイメント、メディアンド　2020年3月6日）
- コンフィデンスマンJP -プリンセス編-（フジテレビ、東宝、FILM　2020年7月23日）
- コンフィデンスマンJP -英雄編-（フジテレビ、東宝、FILM　2022年公開予定）

### PV
- タッキー&翼「恋詩-コイウタ-」

### イベント
- ライブR♥35〜もう一度、妻と歌おう〜～